# Stora Björkärr
Stora Björkärr är en sjö i Kungälvs kommun i Bohuslän och ingår i Göta älvs huvudavrinningsområde. Stora Björkärr ligger i Svartedalen Natura 2000-område. Sjön är 4 meter djup, har en yta på 0,0126 kvadratkilometer och befinner sig 110 meter över havet.